# Заборье (Понизовское сельское поселение)
Заборье — исчезнувшая деревня (погост) Торопецкого района Тверской области. Была расположена на территории Понизовского сельского поселения.

## География
Деревня была расположена в 16 километрах (по прямой) к востоку от города Торопец. Ближайшим населённым пунктом являлась деревня Мишино.

## История

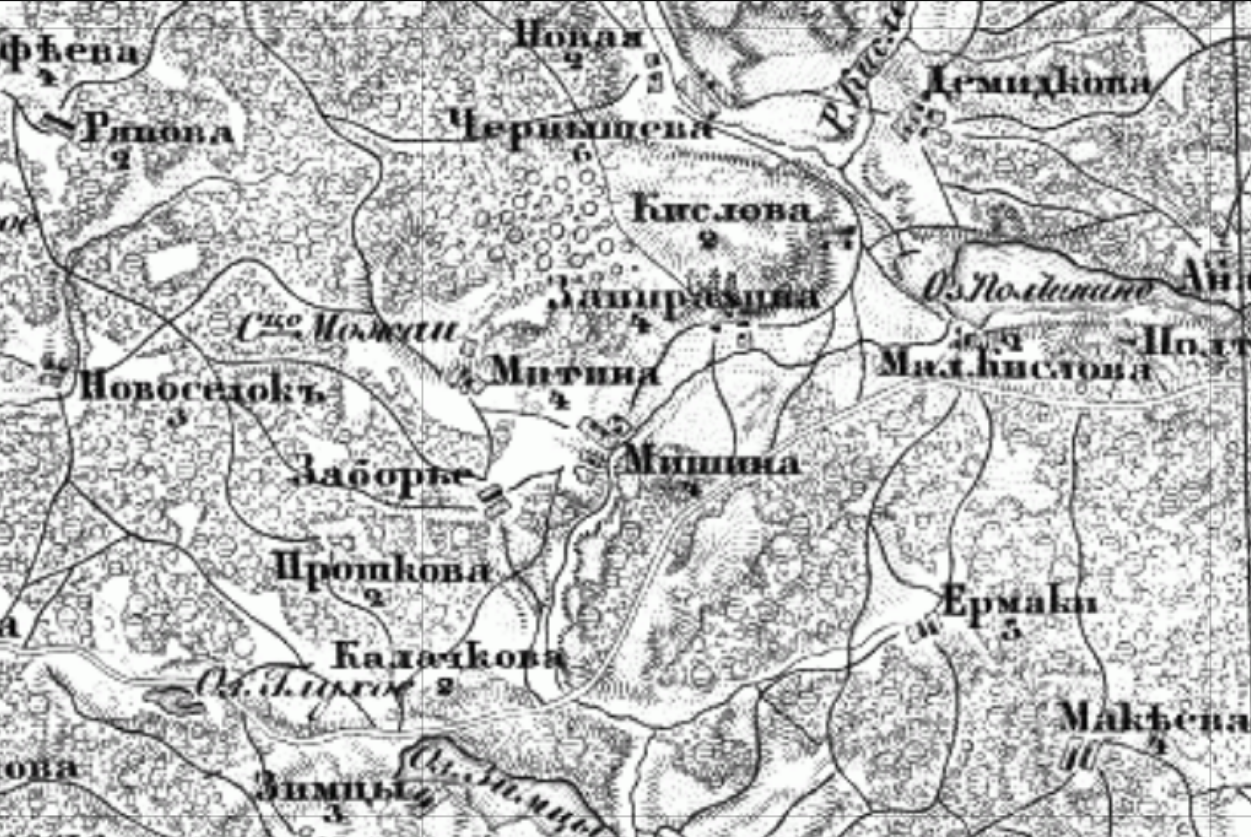
Фрагмент карты 19 века

В 1794 году в Заборье была построена трёхпрестольная каменная церковь Успения Пресвятой Богородицы. На топографической карте Фёдора Шуберта 1871 года обозначена деревня Заборье.
В списке населённых мест Псковской губернии за 1885 год значится погост Заборье (№ 12176). Туровская волость Торопецкого уезда. 5 дворов и 19 жителей. Православная церковь, часовня.
В настоящее время церковь не сохранилась.